# Krajna
Krajna (hist. Skrajna, Kraina, łac. Crayen) – region etnograficzny w północno-zachodniej Polsce, podregion Wielkopolski.

## Etymologia
Nazwa Krajna, pochodzi od słowa kraj czy też skraj, czyli terenu pogranicza, obrzeża, obszaru leżącego na skraju, ze względu na historyczne położenie tego regionu na krańcu państwa Polan.
Pierwszy zapis nazwy łacińskiej Crayen pochodzi z 19 listopada 1286 roku, z przywileju wydanego w Pyzdrach Zakonowi Templariuszy przez Przemysła II, dotyczącego nadania terenów w okolicy rzeki Drawy i jeziora Drawsko.

## Położenie
Krajna to obszar pograniczny między Wielkopolską a Kaszubami. Od północy Krajna graniczy z Kaszubami, od północnego wschodu z Borami Tucholskimi, od wschodu z Kujawami, a od południa z Pałukami. Zawarta jest między rzekami Debrzynką i Kamionką, Orlą (od północy), Notecią (od południa), Gwdą (od zachodu) i Brdą (od wschodu). 
Obszar ten zwykle zaliczany jest do Wielkopolski północnej, bądź (rzadziej) do Pomorza. Wiąże się to z faktem, iż granica między plemionami Polan i Pomorzan przebiegała południowym brzegiem Noteci, z bagnami nadnoteckimi jako naturalną granicą pomiędzy Wielkopolską a Pomorzem, co sytuowałaby Krajnę po stronie pomorskiej. Od czasów Zjednoczonego Królestwa Polskiego aż po upadek Rzeczypospolitej Obojga Narodów wchodziła natomiast w skład Wielkopolski. Również pod względem etnolingwistycznym Krajniacy posługują się gwarą należącą do gwar północnowielkopolskich.

## Historia

### Od wczesnego średniowiecza do 1466 roku
Trwałe zasiedlenie terenu Krajny nastąpiło prawdopodobnie w V–VI wieku n.e. przez plemiona słowiańskie zajmujące teren, wcześniej będący zamieszkały przez ludność germańskich kultur wielbarskiej i przeworskiej, a jeszcze wcześniej kultury łużyckiej. W okresie kształtowania polskiej państwowości Krajna wraz z Pomorzem zostały wcielone w II poł. X wieku do Państwa Pierwszych Piastów. Wkrótce po śmierci Bolesława Chrobrego Krajna oddzieliła się jednak od niej. Powtórne przyłączenie Krajny do Polski nastąpiło w I poł. XII wieku, w latach 1113–1122 po zapoczątkowanych przez Bolesława Krzywoustego w 1106 roku i zakończonych sukcesem walkach o odzyskanie Nakła, Czarnkowa i Ujścia. Tym razem Krajna na dłużej powróciła do państwa polskiego. Poprzez napływ osadników z Wielkopolski nastąpiło zaciśnięcie więzów z tą właśnie dzielnicą kraju. Łączeniu Krajny z Wielkopolską sprzyjało włączenie jej w skład archidiecezji gnieźnieńskiej i przyłączenie jej w 1314 roku do województwa kaliskiego.
Po Bolesławie Krzywoustym Krajną władał Mieszko Stary i jego następcy. Po śmierci Przemysła II w 1296 roku tereny między Drawą i Gwdą wcielono do Nowej Marchii. Całą Krajnę odzyskał ponownie Władysław Łokietek. W tym czasie największym zagrożeniem dla Krajny stali się Krzyżacy. W 1409 roku komtur człuchowski i toruński najechali Krajnę, paląc Kamień Krajeński, Sępólno i spustoszyli tereny po Noteć. Kolejne najazdy komtura człuchowskiego mają miejsce w roku 1413, 1414, 1419, 1422 oraz w 1455, które spowodowały jedno lub kilkukrotne spalenie Kamienia Krajeńskiego (w 1413, 1414 i 1422 r.), Łobżenicy (w 1413 r.), Sępólna Krajeńskiego (w 1414 i 1422 r.), Koronowa (w 1414 r., obejmującego już teren północnych Kujaw) i Złotowa (w 1455 r.). W tym samym czasie, po otrzymaniu posiłków przez komtura, spłonęło 117 wsi na Krajnie. Podczas wojny trzynastoletniej (1454–1466) Krzyżakom udało się opanować Krajnę. Dopiero ustalenia II pokoju toruńskiego spowodowały oddalenie zagrożenia ze strony Krzyżaków. Krajna wtedy przestała bezpośrednio graniczyć z ziemiami państwa krzyżackiego.

### Od XV do XVIII wieku
Po uspokojeniu sytuacji Krajna ponownie stała się miejscem ożywionego ruchu osadniczego. W XV i XVI wieku zaczęli przybywać tu Czesi, Niemcy i Żydzi uciekający przed prześladowaniami religijnymi. Krajna cieszyła się spokojem do potopu szwedzkiego (1655-1660). W wyniku toczonych walk i szwedzkiej okupacji pomyślnie rozwijający się region podupadł. Jeszcze większą klęską dla Krajny okazała się wojna północna (1700–1721), która oprócz upadku gospodarki stała się przyczyną klęski głodu i epidemii czarnej ospy. W miastach liczba ludności zmniejszyła się o ok. 70%, na wsiach o 50%.

### Okres zaborów
Po I rozbiorze Polski w 1772 Krajna znalazła się w zaborze pruskim. W latach 1807–1815 południowo-wschodnia część Krajny była częścią Księstwa Warszawskiego. Po likwidacji Księstwa ponownie cała Krajna została wcielona do Prus. Pod zaborem znajdowała się do 1919 roku. Okres zaborów wiązał się z wzmożoną niemiecką akcją kolonizacyjną. Jednak nie wszystkim osadnikom udało się zadomowić na Krajnie. Obszar ten silnie dotknięty był zjawiskiem ucieczki Niemców na Zachód, także do Stanów Zjednoczonych (tzw. Ostflucht). Pomimo germanizacji prężnie działały tu różne polskie organizacje, przede wszystkim Związek Polaków w Niemczech, zarządzany przez ks. dr Bolesław Domański z Zakrzewa, polskie biblioteki, banki, kółka rolnicze i chóry. Na ziemiach nadnoteckich w 1906 roku strajkowała młodzież polska, która chciała uczyć się języka polskiego i religii po polsku. Ważną rolę w podtrzymywaniu polskości wśród mieszkańców Krajny pełnili m.in. Lucjan Prądzyński ze Skarpy i Tomasz Komierowski z Komierowa.

### Od 1919 do 1945 roku
W 1919 po powstaniu wielkopolskim ustala się tutaj granica polsko-niemiecka. Krajna zostaje wtedy podzielona: jej część zachodnia (m.in. ze Złotowem) stała się częścią Marchii Granicznej Poznańsko-Zachodniopruskiej ze stolicą w Pile, natomiast wschodnia znalazła się w granicach II RP. Był to wtedy obszar bardzo zniemczony. Polacy po niemieckiej stronie granicy nie zapomnieli o swoim pochodzeniu. W Złotowie w 12 października 1923 została utworzona V dzielnica Polaków w Niemczech, której głównym zadaniem była walka o egzystencje narodową i obronę przed wpływami germanizacyjnymi. Ze względu na położenie przy granicy z Niemcami dla Krajny nie przeznaczono specjalnej roli podczas możliwego konfliktu zbrojnego między Polakami a Niemcami. Gdy 1 września 1939 roku Niemcy zaatakowały Polskę, Krajna została zajęta podczas pierwszego dnia walk. Na mocy dekretu Hitlera Krajnę wcielono wtedy do Rzeszy. Na opanowanych terenach zaczęły się egzekucje i aresztowania. Utworzono obozy, w których przetrzymywano i mordowano osoby uznane za wrogi element (obozy w Karolewie i Radzimiu). W 1945 roku Krajna została zajęta przez wojska radzieckie. Po zakończeniu II wojny światowej w całości znalazła się w państwie polskim.

## Warunki naturalne

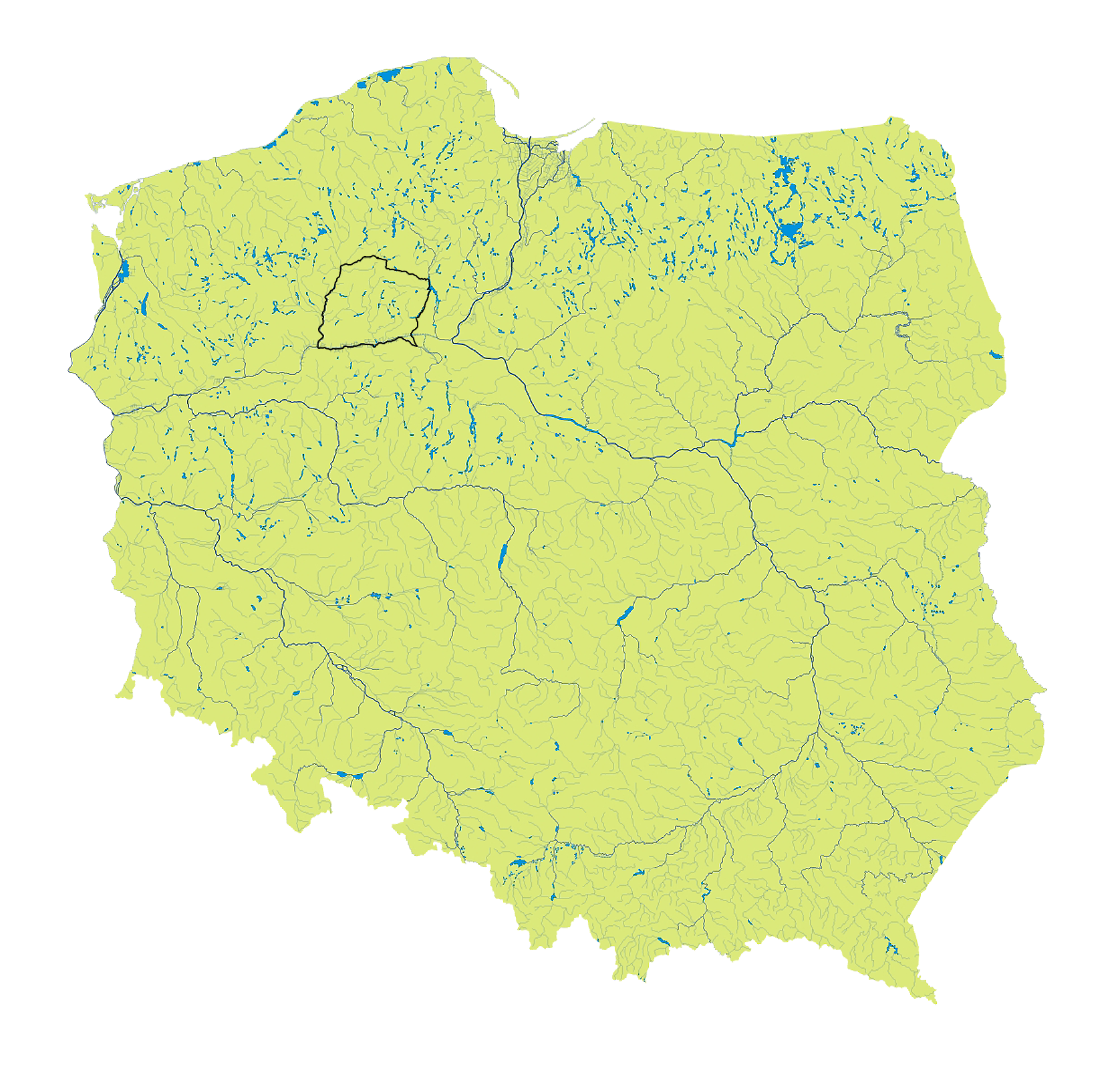
Krajna na mapie hydrograficznej Polski

Geograficznie Krajna to przede wszystkim ukształtowane przez ostatnie zlodowacenie Pojezierze Krajeńskie, poprzecinane biegnącymi równoleżnikowo ciągami moren czołowych, miejscami przekraczających 160 m n.p.m. i tworzących góry (Góry Obkaskie w okolicach Kamienia Krajeńskiego z najwyższym wzniesieniem w województwie kujawsko-pomorskim, Czarną Górą – 188 m n.p.m.). Liczne jeziora mają taki sam układ, bądź – w przypadku wypełnienia rynien subglacjalnych – ułożone są prostopadle do brzegu moren.

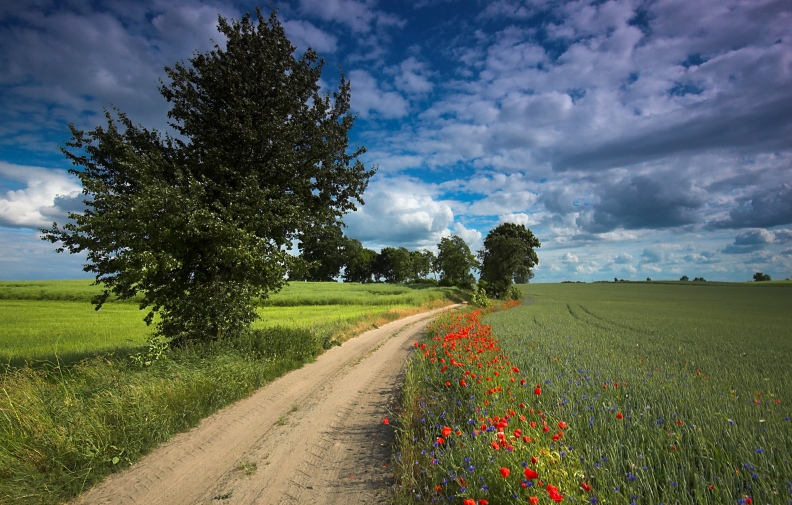
Krajeński pejzaż

Krajna to obszar rolniczy z dużymi kompleksami leśnymi i jeziorami rynnowymi. W celu ochrony tych terenów w 1998 roku na terenie regionu powstał Krajeński Park Krajobrazowy, który tworzą sześć gmin: Kamień Krajeński, Sępólno Krajeńskie, Łobżenica, Mrocza, Więcbork. Siedziba administracyjna parku mieści się w Więcborku.
Na obszarze Krajny spośród ssaków spotkać można m.in. bobry, wydry, jelenie i dziki. Z ptaków żyją tu bociany czarne, czaple, bieliki i żurawie (symbol Krajeńskiego Parku Krajobrazowego) oraz bardzo rzadkie cietrzewie. Z gadów pospolite są żyjące w lasach żmije zygzakowate, a nad wodami zaskrońce. Z jaszczurek występuje zwinka i padalec. 
Na bagnach i licznych torfowiskach napotkać można stanowiska roślin chronionych. Spośród drzew najwięcej powierzchni leśnej zajmuje sosna zwyczajna. Oprócz niej w lasach spotkać można dęby, olchy, buki, brzozy i świerki. Poszycie leśne stanowią głównie jarzębina i jałowiec, a w partiach wilgotnych bez i leszczyna. Wśród licznych pomników przyrody znajdują się również oznaczone jako klasa „0” (np. największy w województwie kujawsko-pomorskim dąb w Komierowie – obwód 654 cm).

## Miasta
| Lp. | Miasto                | Populacja | Powierzchnia | Województwo        |
| --- | --------------------- | --------- | ------------ | ------------------ |
| 1.  | Piła                  | 72 184    | 102,68 km²   | wielkopolskie      |
| 2.  | Złotów                | 18 441    | 11,58 km²    | wielkopolskie      |
| 3.  | Nakło nad Notecią     | 18 189    | 10,62 km²    | kujawsko-pomorskie |
| 4.  | Sępólno Krajeńskie    | 9 093     | 6,55 km²     | kujawsko-pomorskie |
| 5.  | Więcbork              | 5 965     | 4,31 km²     | kujawsko-pomorskie |
| 6.  | Wyrzysk               | 5 174     | 4,12 km²     | wielkopolskie      |
| 7.  | Debrzno               | 5 017     | 7,52 km²     | pomorskie          |
| 8.  | Mrocza                | 4 332     | 4,01 km²     | kujawsko-pomorskie |
| 9.  | Ujście                | 3 750     | 5,78 km²     | wielkopolskie      |
| 10. | Krajenka              | 3 733     | 3,76 km²     | wielkopolskie      |
| 11. | Łobżenica             | 2 977     | 3,25 km²     | wielkopolskie      |
| 12. | Kaczory               | 2 904     | 16,55 km²    | wielkopolskie      |
| 13. | Wysoka                | 2 703     | 4,82 km²     | wielkopolskie      |
| 14. | Kamień Krajeński      | 2 364     | 3,65 km²     | kujawsko-pomorskie |
| 15. | Miasteczko Krajeńskie | 1 080     | 1,93 km²     | wielkopolskie      |

## Kultura
- Krajna ma swoją kulturę (południe Krajny charakteryzuje się znacznymi wpływami Wielkopolski, natomiast północ – Kaszub) i gwarę (rzadko spotykaną). Powstała ona poprzez nałożenie się na pomorski (kaszubski) adstrat językowy cech dialektu wielkopolskiego, jak również zapożyczeń z języka dolnoniemieckiego,
- Od 1932 Krajna posiada własny hymn, autorstwa Pawła Jaśka,
- Bogaty program tańców ludowych prezentuje Zespół Pieśni i Tańca Krajna z Nakła, którego choreografem jest Izabela Grochowska.
- Mieszkańców Krajny nazywa się Krajniakami,
- Muzeum Kultury Ludowej w Osieku nad Notecią, gromadzi eksponaty związane z kulturą regionu, zwłaszcza zabytki architektury wiejskiej z: Krajny, Pałuk i Puszczy Noteckiej,
- Pod koniec 2013 roku w oparciu o opisy Oskara Kolberga oraz zbiory muzealne znajdujące się w Muzeum Etnograficznym im. Marii Znamierowskiej-Prüfferowej w Toruniu, Zespół Pieśni i Tańca Krajna zaprezentował rekonstrukcję XIX-wiecznego stroju krajeńskiego opracowanego przez prowadzącą zespół Monikę Kochanowską[9]. Rekonstrukcja ubioru krajniaków została pozytywnie zaopiniowana przez Muzeum Etnograficzne im. Marii Znamierowskiej-Prüfferowej w Toruniu oraz Muzeum Ziemi Krajeńskiej w Nakle nad Notecią.